# Lukas Enembe
Lukas Enembe (titres : S.IP, MH), né Lomato Enembe le 27 juillet 1967 à Kembu (Tolikara) en Papouasie Occidentale et mort le 26 décembre 2023 à Jakarta, est un homme politique indonésien d'origine papou, gouverneur de la province de Papua (telle qu'établie en 2003 par l'administration indonésienne) depuis 2013.

## Biographie
En janvier 2023, la Commission d'éradication de la corruption arrête Lukas Enembe dans le cadre d'une enquête sur la corruption dans le développement des infrastructures de la région.